# Фотография под арестом

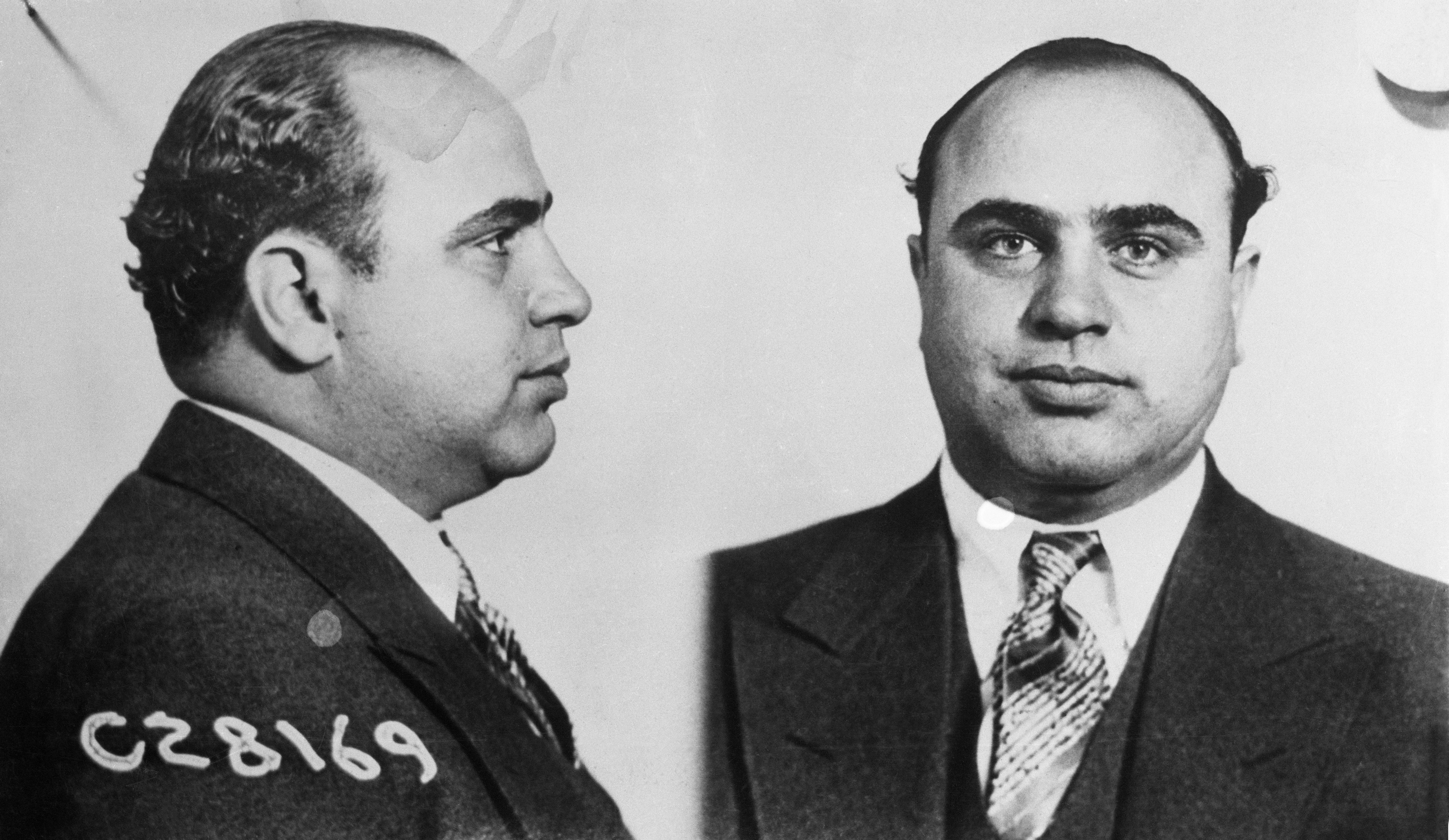
Фотография под арестом Аль Капоне

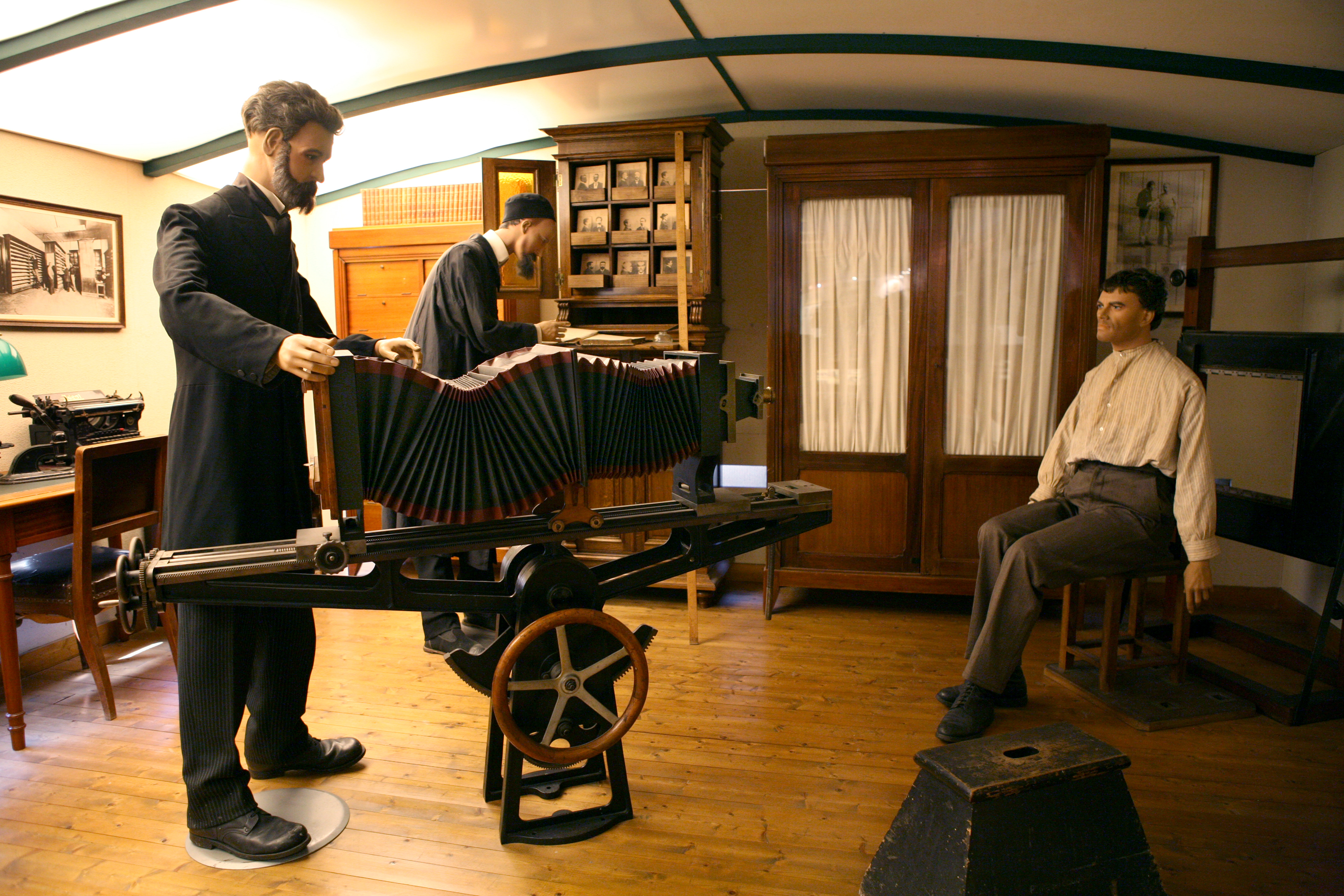
Бертильон фотографирует арестованного для учётной карточки. Экспозиция в Парижском музее истории полиции

Фотография под арестом (англ. mug shot, по-русски иногда передаётся транскрипцией — магшот. Также устаревшее название — «бертильоновское фото») — фотографический портрет преступника, который делается после ареста. Цель такой фотографии — позволить правоохранительным органам иметь фотографическое изображение арестованного, дабы обеспечить его идентификацию жертвами и следователями. Большинство фотографий под арестом имеет две части: первая — в профиль, вторая — анфас. Они могут быть заключены в специальную книгу для того, чтобы определить личность преступника. При громких делах фотографии под арестом могут быть также опубликованы в средствах массовой информации.
Практика делать фотографии преступников впервые появилась в Бельгии на рубеже 1843—1844 годов, в Великобритании стала известной в Ливерпуле и Бирмингеме с 1848 года. Благодаря французскому криминалисту Альфонсу Бертильону с 1870-х годов двойные фотографии под арестом анфас и в профиль распространились и в других странах, в том числе во Франции, США и Российской империи.
Как пишет исследователь,  в 1863 году случаи применения фотографии для полиции в России еще были единичны. "Но уже через два года появились первые специализированные фотографические заведения при Бобринецком (Елисаветградском) и Тираспольском уездных управлениях, а также фотографический павильон Санкт-Петербургской городской полиции при Тюремном замке (1864 г.). Чуть позже своя полицейская фотография появилась и в Москве (1867 г.)". Снимки делались для регистрационных карточек. К началу XX века в России "кроме требуемых системой Бертильона двух фотографий в профиль и анфас, требовалось снять еще третью фотографию «во весь рост и в том самом головном уборе и верхнем платье, вообще в том внешнем виде, в каком преступник был в момент задержания».